# Julio César Romero
Julio César Romero Insfrán, znany też jako Romerito (ur. 28 sierpnia 1960 w Luque) – paragwajski piłkarz występujący na pozycji pomocnika, reprezentant tego kraju, umieszczony przez Pelégo na liście FIFA 100 będącą listą najlepszych żyjących piłkarzy.

## Życiorys
Romerito zaczynał karierę w roku 1977 w Sportivo Luqueño, a dzięki dobrym występom zadebiutował w reprezentacji Paragwaju. Wystąpił też na młodzieżowych mistrzostwach świata, gdzie był, obok Diego Maradony uznany za najlepszego gracza tego turnieju. Romerito zagrał również w Copa América w 1979 roku, na którym to turnieju zdobył wraz ze swoją drużyną pierwsze miejsce. W 1980 roku przeszedł do New York Cosmos, gdzie grał w jednym składzie z między innymi Carlosem Alberto i Franzem Beckenbauerem. Trzy lata później przeszedł do Fluminense FC, gdzie miał spędzić kolejne pięć lat. W międzyczasie zdobył ze swoją drużyną w 1984 roku Campeonato Brasileiro Série A, a rok później zdobył nagrodę dla Najlepszego Południowoamerykańskiego Piłkarza Roku. W roku 1988 postanowił spróbować swych sił w Europie, a konkretniej w FC Barcelonie, ale w ciągu jednego sezonu zdobył w zaledwie siedmiu meczach jedną bramkę. Sezon 1989/1990 spędził w meksykańskiej Puebli. Następnie wrócił do Ameryki Południowej, gdzie występował w paragwajskich klubach: Sportivo Luqueño, Club Olimpia i Club Cerro Corá, oraz w chilijskim La Serena. Karierę zakończył w swoim macierzystym klubie w 1996 roku.
W ciągu całej swojej piłkarskiej kariery zdobył ponad 400 goli. Z 31 golami zajmuje również, ex aequo z Saturnino Arrúą, trzecie miejsce na liście najlepszych strzelców reprezentacji Paragwaju w historii.
We wrześniu 2006 roku zadebiutował jako piosenkarz rockowy podczas paragwajskiego festiwalu Pilsen Rock. Obecnie jest politykiem, członkiem Partido Colorado.

## Osiągnięcia
- 1979 Copa América (Paragwaj)
- 1980 NASL (New York Cosmos)
- 1982 NASL (New York Cosmos)
- 1984 Campeonato Carioca (Fluminense FC)
- 1984 Campeonato Brasileiro Série A (Fluminense FC)
- 1985 Campeonato Carioca (Fluminense FC)
- 1992 Torneo República (Club Olimpia)

## Nagrody
- 1985 Południowoamerykański Piłkarz Roku
- FIFA 100